# Abdulhak Hadžimejlić
Abdulhak Hadžimejlić, bosanski kaligraf, * 8. februar 1995, Fojnica.

## Življenje in delo
Med vojno v Bosni in Hercegovini se je Abdulhak s starši odselil v Slovenijo, kjer je preživel sedem let. Po osnovni šoli v Zenici se je vpisal na Karađoz-begovo medreso v Mostarju, kasneje pa je študiral zgodovino umetnosti na turški univerzi Selçuk v Konyi. Arabsko kaligrafijo ga je v BiH poučeval prof. Munib Obradović, v Turčiji pa sta bila njegova mentorja Seyit Ahmet in Abdurrahmana Depeler. V BiH dosega na tekmovanjih najvišja mesta, imel pa je tudi že več razstav.